# جنيفر زيتز
جنيفر زيز (بالألمانية: Jennifer Zietz؛ 19 سبتمبر 1983) لاعبة كرة قدم ألمانية متقاعدة.
لعبت في مركز الوسط في نادي توربين بوتسدام في الدوري الألماني ومثلت المنتخب الألماني.
اعتزلت مع نهاية موسم 2014–15.

## روابط خارجية
- جنيفر زيتز على موقع قاعدة بيانات كرة القدم.إي يو (الإنجليزية)
- جنيفر زيتز على موقع Soccerway.com (الإنجليزية)
- جنيفر زيتز على موقع عالم كرة القدم.نت (الإنجليزية)
- جنيفر زيتز على موقع كووورة